# Агбеко, Джозеф
Джозеф Агбеко (англ. Joseph Agbeko; 22 марта 1980, Аккра, Гана) — ганский боксёр-профессионал, выступающий в легчайшей весовой категории. Чемпион мира в легчайшей (версия IBF, 2007—2009) весовой категории.

## 1998—2007
Дебютировал в декабре 1998 года. Долгое время боксировал против боксёров с нулевым рекордом.
В мае 2004 года состоялся бой двух непобеждённых боксёров — Джозефа Агбеко и украинца Владимира Сидоренко. Решением большинства судей победил украинец.

## 29 сентября2007Луис Альберто Перес —  Джозеф Агбеко
- Место проведения:  Арко Арена, Сакраменто, Калифорния, США
- Результат: Победа Агбеко техническим нокаутом в 7-м раунде в 12-раундовом бою
- Статус: Чемпионский бой за титул IBF во легчайшем весе (1-я защита Переса)
- Рефери: Дэн Стелл
- Счёт судей: Ричард Грин (63—70), Фриц Вернер (63—70), Патрисия Морс Джэрмен (63—70) — все в пользу Агбеко
- Время: 3:00
- Вес: Перес 53,50 кг; Агбеко 53,00 кг
- Трансляция: Showtime
- Счёт неофициальных судей: Рэй Хэки (54—60), Мартин Макнил (55—60), Пэт Уолш (55—60) — все в пользу Агбеко; все оценки после 6-го раунда

В сентябре 2007 года Агбеко вышел на ринг против чемпиона мира в легчайшем весе по версии IBF никарагуанца Луиса Альберто Переса. Агбеко доминировал все раунды, выбрасывая значительное количество точных ударов. В перерыве межде 7-м и 8-м раундами врач осмотрел глаза Переса. Доктор сообщил что зрачки боксёра не отвечали, после чего бой был прекращён.

## 2008
В декабре 2008 года (первоначально бой должен был состоятся в октябре 2008 года) Агбеко победил решением большинства Уильяма Гонсалеса.